# Isola di Izaro
L'isola di Izaro è situata nelle acque del mare Cantabrico, in Spagna, al largo della costa della Biscaglia, di fronte alle località di Bermeo e Mundaca a una distanza di 3 km della prima e 2,2 km della seconda. Ciò nonostante, il territorio appartiene alla città di Bermeo. L'isola occupa il centro dello sbocco dell'estuario di Mundaca, e si trova affiancata dai capi di Ogoño e Capo Machichaco. È compresa nell'area naturale di Urdaibai.

## Geografia
L'isola è allungata, di forma triangolare ed è orientata in direzione NO-SE. La parte più alta e larga dell'isola è la parte SE. Nella sua parte più larga, misura circa 150 metri e la sua lunghezza è di 675 metri essendo la sua altezza massima di 44,5 metri. La punta nord-est è denominata Archicote. A nord-est dell'isola, e separato da essa di 200 metri, esiste una roccia chiamata Potorro-harri o Harri-ederra. Al sud-est si trova un molo naturale o "porto" di Ízaro.

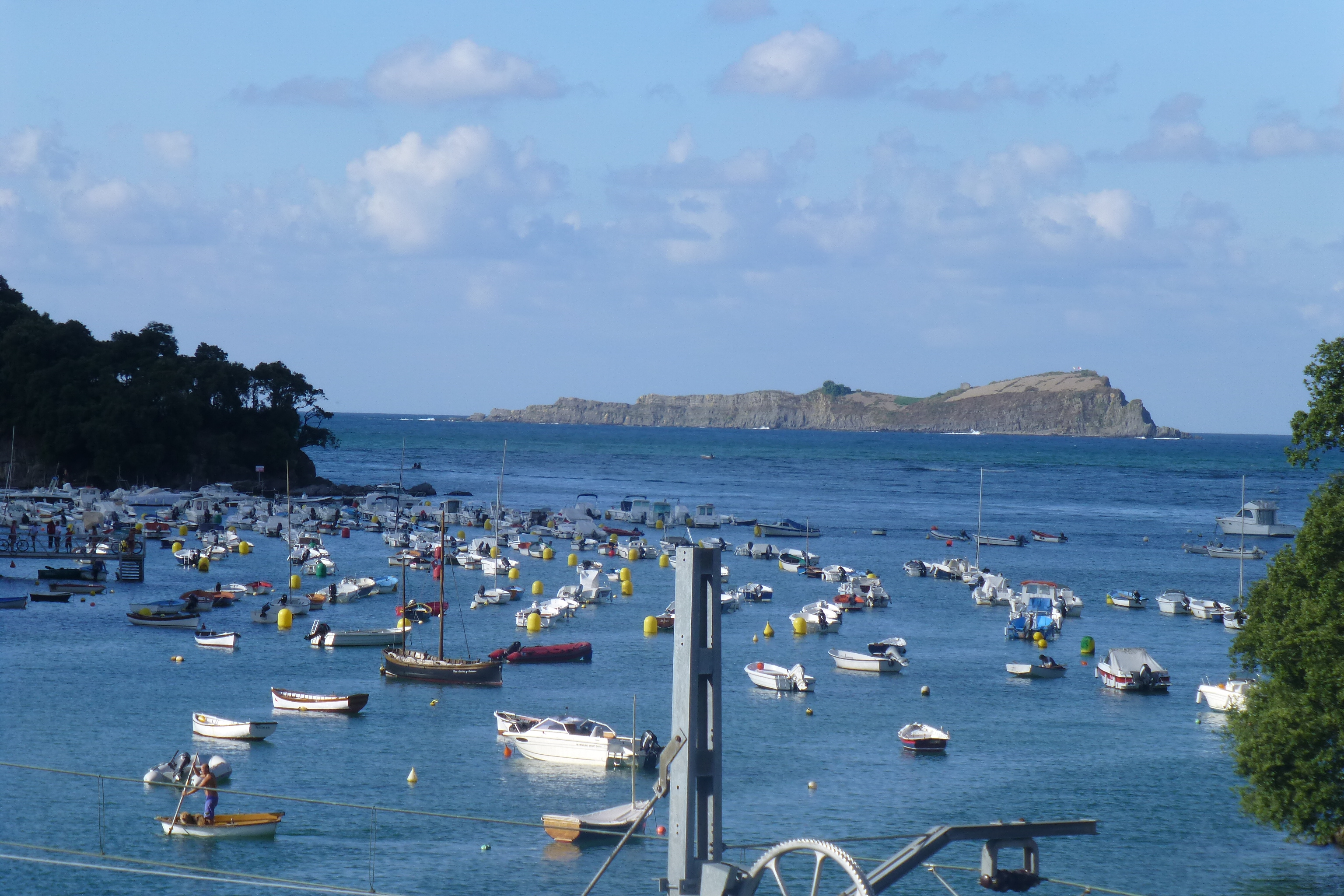
Marina di Portuondo con sullo sfondo Izaro

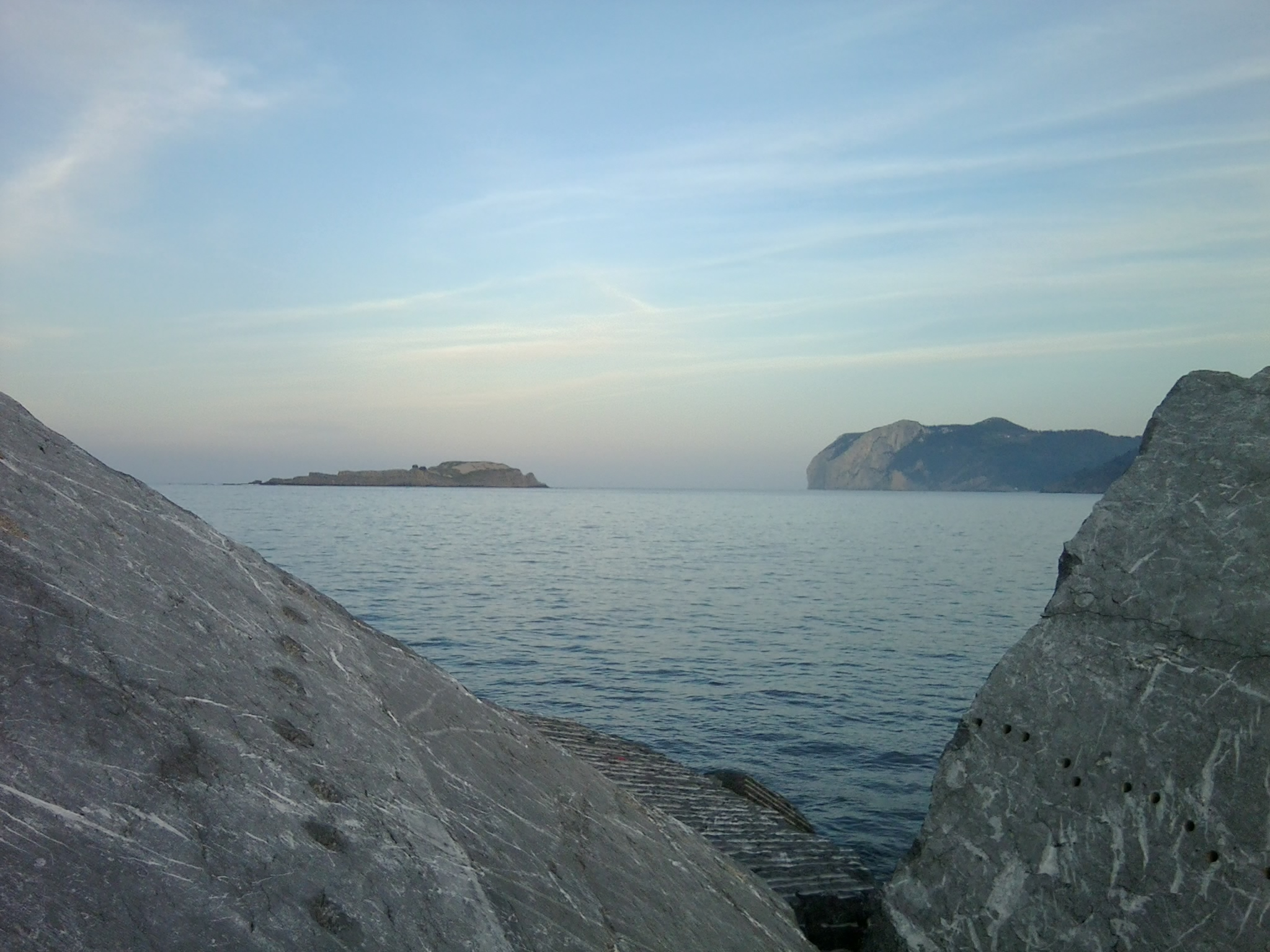
L'isola vista da Bermeo.

## Storia
Il vescovo di Calahorra Diego López di Zúñiga e Frate Martín di Arteaga vi fondarono un convento francescano nel 1422, costruito nella parte superiore. La sua situazione di isolamento ha fatto sì che acquistasse fama e fosse visitato da tre re: Enrico IV di Castiglia nel 1457, Fernando il Cattolico nel 1476 e Isabel La Cattolica nel 1483. Secondo una delle leggende riguardanti l'isola, nel 1594 i marinai imbarcati in una flotta di 14 navi, comandata da Sir Francis Drake, saccheggiarono il convento, causando gravi danni, anche se non arrivarono ad incendiarlo, ma storici e esperti nella materia concordano che questa storia non è reale poiché non c'è nessuna dimostrazione che Sir Francis Drake navigasse per quelle acque in quel tempo. Molto più probabile è che Izaro fosse stata saccheggiata da pirati Ugonotti francesi, molto abituali nel mare cantábrico in quella epoca.
Nel 1719 il convento, di cui rimangono poche tracce, venne abbandonato e l'isola rimase disabitata. Da allora la principale presenza umana fu costituita da giovani campeggiatori, finché il patronato della Riserva della biosfera di Urdaibai, di cui fa parte, ne ha proibito tale attività.
Izaro è un'importante colonia di volatili marini e la specie più abbondante è il gabbiano dalle zampe gialle, anche se nidificano anche il paíño comune e la garzetta comune. In epoche anteriori venivano allevati conigli (sicuramente portati dai frati del convento), e nel XIX secolo si affittava l'isola per far pascolare le pecore.
Le sue coste e i dintorni sono zone di immersione e pesca e per questo in estate abbondano le piccole imbarcazioni da pesca sportiva provenienti da Bermeo, Mundaka e Pedernales.

## La festività della Maddalena
Riguardo alla sua proprietà è celebre la controversia intercorsa tra le città di Bermeo e Mundaca. Entrambe le località hanno visto, nel corso della storia, vari scontri per determinare i rispettivi confini territoriali. Mundaca difendeva i suoi diritti sulla terra sulla quale Bermeo aveva delle pretese. Queste controversie arrivarono fino al Consiglio Generali di Biscaglia che considerò necessario nominare una commissione per stabilire i confini, ma neanche così si sistemarono completamente le controversie. Di quei problemi rimangono prove nell'appartenenza di Diminigus al Bermeo e il distacco della sua chiesa dalla parrocchia di Mundaca.
Forse da tutte quelle controversie nacque la leggenda della regata di Ízaro, della quale alcuni autori ancora mantengono riserve sulla sua vera realizzazione. Questa leggenda racconta che per decidere la proprietà dell'isola, fu stabilito che gli abitanti di Mundaca e Bermeo disputassero una regata sotto l'arbitrato di Elantxobe, poiché anche quest'ultima località reclamava l'isola.
Si stabilì che la regata iniziasse all'albeggiare, e i vogatori di Bermeo ne uscirono vittoriosi nonostante avessero perso uno dei loro uomini caduto in mare e annegato. La tradizione mundakese racconta che i bermeani avevano acceso un falò affinché il gallo cantasse prima e ciò diede loro il vantaggio necessario per vincere la regata.
La regata si commemora il 22 luglio, giorno di Santa Maria Maddalena, con una festa di gemellaggio tra Mundaca, Bermeo e Elantxobe. All'inizio della festa, il sindaco di Bermeo, che quel giorno lo sarà anche di Elantxobe e Mundaca, in presenza degli altri due, lancia una tegola in mare dicendo "fin qui arriva la proprietà di Bermeo", formula mediante la quale si rinnova annualmente il possesso bermeano dell'isola, e si va a collocare un'ikurrina e la bandiera di Bermeo, essendo quasi l'unico giorno dell'anno che l'isola riceve visite.